# 고조지역
고조지역(일본어: 高蔵寺駅)은 일본 아이치현 가스가이시에 있는 도카이 여객철도 · 아이치 환상 철도의 역. 도카이 여객철도의 관할역(도카이 여객철도 · 아이치 환상 철도의 공동 사용역)이다.
도카이 여객철도의 주오 본선과, 아이치 환상 철도의 아이치 환상 철도선과의 접속역으로 되어 있다. 아이치 환상 철도선은 이 역이 종점이지만, 일부의 열차가 주오 본선 나고야 방면으로 직통한다. 또한 아이치 환상 철도선으로서의 역 번호 '23'이 설정되어 있다.

## 역 구조 및 승강장
섬식 승강장 3면 5선을 가진다. 예전엔 아이치 환상 철도의 열차는 1번선에만 입선 가능했지만, 2005년 일본 국제 박람회(아이치 만박, 아이 · 지구박)개최에 즈음해, 회장으로의 액세스 열차인 '엑스포 셔틀'의 아이치 환상 철도선과 아울러, 역의 나카쓰가와 근처에 주오 본선과 아이치 환상 철도선의 입체 교차화 공사가 시공되었다. 다만, 3번선의 섬식 반대쪽에 해당하는 부분에는 선로가 깔려있지 않기 때문에, 4번선은 존재하지 않는다. 이와 관련하여, 본선(분기기 직선쪽의 노선)은 나고야 방면이 2번선, 다지미 방면이 6번선이다. 보다 더, 승강장으로의 엘리베이터는 상하로도 설치되어 있다.
| 1 | ■ 아이치 환상 철도선 | -    | 세토구치 · 신토요타 방면 | 선내 반환 열차                    |
| 1 | ■ 주오 본선          | 상행 | 나고야 방면              | 아이치 환상 철도선으로부터의 직통 |
| 2 | ■ 주오 본선          | 상행 | 나고야 방면              |                                   |
| 3 | ■ 주오 본선          | 상행 | 나고야 방면              | 주로 이 역 시발 '시나노'호 퇴피   |
| 5 | ■ 주오 본선          | 하행 | 다지미 · 나가노 방면     |                                   |
| 5 | ■ 주오 본선          | 상행 | 나고야 방면              | 주로 이 역 시발                   |
| 5 | ■ 아이치 환상 철도선 | -    | 세토구치 · 신토요타 방면 | 주오 본선으로부터의 직통          |
| 6 | ■ 주오 본선          | 하행 | 다지미 · 나고야 방면     |                                   |
| 6 | ■ 아이치 환상 철도선 | -    | 세토구치 · 신토요타 방면 | 주오 본선으로부터의 직통          |

- 야간대박은 설정되지 않는다.

## 이용 현황
| 연도   | 도카이 여객철도 승차 인원(사람/날) | 아이치 환상 철도 승차 인원(사람/날) |
| ------ | ---------------------------------- | ----------------------------------- |
| 2003년 | 21,555                             | 3,100                               |
| 2004년 | 21,619                             | 3,682                               |
| 2005년 | 28,780                             | 3,837                               |
| 2006년 | 21,800                             | 4,048                               |
| 2007년 | 21,191                             | 4,337                               |
| 2008년 | 21,331                             | 4,520                               |
| 2009년 | 20,618                             | 4,542                               |

※ 2005년은, 아이치 엑스포 개막의 해이다.
고조지 뉴 타운등의 가스가이 시 동부 부터의 이용자 외에, 모리야마 구 북부나 세토 시 북부로부터의 이용자도 있다. 오조네 역까지는 시발지가 같은 유토리 트레인부터 개수 · 운임 · 소요시간 등에서 압도적 유리하게 세워지고 있다.

## 역 주변

### 고조지 역 북문
- 국도 제155호선
- 시라야마성 부지
- 고조지
- 다카쿠라산
- 일본 항공자위대 고조지 주둔기지
- 고조지 뉴타운

### 고조지 역 남문
- 가스가이 시청 고조지 교류 센터
- JA 오와리추오 고조지 지점
- 미스터 도넛 고조지 점
- 훼미리마트 고조지에키 미나미구치 점

## 역사
- 1900년 7월 25일: 관설 철도 나고야 - 다지미 간 개통과 동시에 개업. 일반역.
- 1909년 10월 12일: 선로 명칭 제정. 주오 사이선의 소속이 된다.
- 1911년 5월 1일: 선로 명칭 개정. 이 역을 포함한 주오 사이선이 주오 본선에 편입된다.
- 1978년 10월 1일: 화물의 취급을 폐지.
- 1984년 2월 1일: 하물의 취급을 폐지.
- 1987년 4월 1일: 일본국유철도 분할 민영화에 의해, 도카이 여객철도의 역이 된다.
- 1988년 1월 31일: 아이치 환상 철도선 신토요타 - 고조지 간이 개업해 이 역으로 노선 연장됨.
- 2001년 3월 23일: 나고야 가이드웨이 버스 가이드웨이 버스 시다미 선이 개업해, 이 노선부터 직통하는 버스 노선이 노선 연장되어 개시.
- 2005년: 아이치 엑스포 개최 기간 중에만, 일부의 특급 '시나노'가 정차한다.
- 2006년 11월 25일: 도카이 여객철도로 TOICA 도입.
- 2007년: 북문에 엘리베이터 설치.
- 2011년 9월 20일 ~ 21일: 태풍 15호에 수반한 호우에 의해 지하의 자유통로가 수몰해, 일시 역 및 테넌트가 이용 불가능하게 된다.

## 인접 역
| 도카이 여객철도 주오 본선           | 도카이 여객철도 주오 본선 | 도카이 여객철도 주오 본선 |
| ----------------------------------- | ------------------------- | ------------------------- |
| 다지미 · 나가노 방면                | ■ 홈 라이너               | 지쿠사 나고야 방면        |
| 다지미 다지미 · 나가노 방면         | ■ 센트럴 라이너           | 지쿠사 나고야 방면        |
| 다지미 다지미 · 나가노 방면         | ■ 쾌속                    | 가스가이 나고야 방면      |
| 조코지 다지미 · 나가노 방면         | ■ 보통                    | 진료 나고야 방면          |
| 아이치 환상 철도 아이치 환상 철도선 |                           |                           |
| 나카미즈노 오카자키 방면            | ■ 아이치 환상 철도선      | 시·종착역                 |